# София Датская
София Датская (София Эриксдоттер; 1241 — 1286, Дания) — королева-консорт Швеции как супруга Вальдемара Биргерссона.

## Жизнь
София была старшей дочерью короля Дании Эрика IV и Ютты Саксонской. Её отец был убит в 1250 году, когда она и её младшие сёстры Агнесса и Ютта были совсем маленькими. Поскольку он не оставил наследника, братья Эрика IV, Абель, а затем Кристофер I занимали датский престол.
София вышла замуж за короля Швеции Вальдемара I в 1261 году. Брак был заключён в рамках мирной политики ярла Биргера между скандинавскими королевствами. Когда ей сообщили о браке по договорённости, она вышла из комнаты, отправилась в свои покои и попросила Господа: «Дай мне счастье с ним, а он со мной». София остроумной красавицей, заинтересованной в политике. Она также была известна своим увлечением шахматами.
В 1269 году София посетила могилу своего отца в Дании, а также навестила своих сестёр Агнессу и Ютту, которые жили в монастыре Агнесклострет в Роскилле. В 1272 году сестра Софьи Ютта посетила Швецию и стала любовницей Вальдемара. Это привело к рождению внебрачного ребёнка в 1273 году. В следующем году Ютту снова отправили в монастырь, а Вальдемар был вынужден совершить паломничество в Рим, чтобы попросить у папы отпущение грехов. Согласно легенде, королева София сказала: «Я никогда не оправлюсь от этой печали. Прокляните день, когда моя сестра увидела королевство Швеция».
В 1275 году Вальдемар был свергнут с престола своим младшим братом Магнусом в результате битвы при Хове. Когда эта новость достигла королевы, она играла в шахматы. Много историй связано с её острым языком. Она жаловалась на братьев своего мужа, называя их «Магнусом Щекотуном» и «Эриком Все и Вся». В 1277 году София рассталась со своим супругом и вернулась в Данию. Её муж открыто жил с любовницами в своей уютной тюрьме до самой своей смерти в 1302 году. В 1283 году бывшая королева отдала свой доход от рыбалки в Норрчёпинге аббатству Сен-Мартен в Сканнинге. Это первый документ, в котором упоминается город Норрчёпинг. Она умерла в 1286 году.

## Дети
У Софии было шестеро детей:
1. Ингеборга Вальдемарсдоттер (1263—1292), графиня Гольдштейна, замужем за Герхардом II, графом Гольштейн-Плёна.
2. Эрик Вальдемарссон (1272—1330), риксрод, претендент на трон Дании в 1328—1329 годах.
3. Марина Вальдемарсдоттер, с 1285 года замужем за Рудольфом, графом Дипхольца.
4. Рикитца Вальдемарсдоттер (ум. ок. 1292), королева Польши, с 1285 года замужем за Пшемыслом II.
5. Катарина Вальдемарсдоттер (ум. 1283)
6. Маргарита Вальдемарсдоттер (ум. после 1288), монахиня в монастыре Шеннинге с 1288 года.